# James Ault
James Percy Ault (Olathe, 29 de octubre de 1881-Apia, 29 de noviembre de 1929) fue un topógrafo geodésico, geofísico e investigador geomagnético estadounidense. Fue capitán del buque de investigación Carnegie; en el cual descubrió cadenas montañosas submarinas frente a la costa occidental de América del Sur y confirmó empíricamente la oscilación de Chandler.
Falleció junto a sus colaboradores a excepción de unos pocos marineros que desembarcaron, en circunstancias que quedaron inexplicadas cuando el barco explotó en el puerto de Apia, Samoa.

## Biografía

### Primeros años
Se graduó en 1904 con un AB de la Universidad Baker, donde se desempeñó desde enero de 1901 hasta junio de 1904 como asistente de observatorio en el observatorio magnético del Servicio Geodésico y de la Costa de los Estados Unidos en Baldwin City, Kansas. Inmediatamente después de completar su licenciatura en junio de 1904, se unió a la Institución Carnegie de Washington (CIW) como observador magnético en el Departamento de Magnetismo Terrestre. Siguió siendo empleado de CIW por el resto de su vida. En 1905, después de un entrenamiento preliminar a bordo del Bache en un crucero de Baltimore a Panamá, se unió a la tripulación del buque de investigación Galilee para realizar investigaciones geomagnéticas en los océanos del mundo. En noviembre de 1906 al concluir el crucero por la Galilea, fue asignado a realizar observaciones magnéticas en el norte de México hasta marzo de 1907. En 1908, realizó observaciones geomagnéticas en el interior de Canadá durante un viaje en canoa de tres meses, que cubrió 1.600 millas.

### Carrera
En 1909 se graduó con una maestría en la Universidad de Columbia. Después de graduarse, se unió en 1909 a la tripulación del buque de investigación Carnegie, construido con madera y metales no ferrosos para dar cabida a la investigación magnética. A bordo del Carnegie fue observador magnético durante el Crucero I de 1909 a 1910. Durante 1911 trabajó en la oficina de la sede de la CIW. En 1912 estuvo a cargo de grupos de campo en Bolivia, Perú y Chile con el fin de entrenar observadores magnéticos en condiciones de campo expedicionarias. En 1919 se embarcó en el Crucero VI. J. Harland Paul, cirujano y observador a bordo del Crucero VII del Carnegie, escribió un libro sobre el crucero.
Fue elegido en 1923 miembro de la Sociedad Estadounidense de Física. Fue miembro de la Asociación Estadounidense para el Avance de la Ciencia, la Sociedad Geográfica Estadounidense, la Unión Geofísica Estadounidense, la Asociación de Ciudadanos Chevy Chase, el Cosmos Club y la Sociedad Geográfica Nacional. Sus documentos almacenados en el Instituto Carnegie incluyen una extensa correspondencia entre él y su esposa. Está enterrado en el cementerio de Fort Lincoln en Brentwood, Maryland.

### Vida personal
El 27 de marzo de 1907 se casó con Mamie A. Totten en Washington, Kansas. Poco después de su matrimonio, se mudaron a Washington D. C.. Sus hijas Evelyn y Ruth nacieron en 1912 y 1919 respectivamente. En 1920, la niña Ruth murió repentinamente de colitis. Ault estuvo a punto de renunciar a regresar a casa para estar con su esposa, pero sus colegas lo persuadieron para completar el Crucero VI. Su tercer hija, Marjorie, nació en 1923.

## Publicaciones seleccionadas

### Artículos
- Ault, J. P.; Wallis, W. F. (1913). «Halley's observations of the magnetic declination, 1698–1700». Journal of Geophysical Research 18 (3): 126-132a. Bibcode:1913TeMAE..18..126A. doi:10.1029/TE018i003p00126.
- Ault, J. P. (1916). «Cruise of the Carnegie from Lyttelton, New Zealand to South Georgia, December 6, 1915, to January 12, 1916». Journal of Geophysical Research 21 (1): 26-27. Bibcode:1916TeMAE..21...26A. doi:10.1029/TE021i001p00026.
- Ault, J. P. (1917). «Sea surface-temperature and meteorological observations made on the Carnegie during her sub-Antractic cruise, December 6, 1915, to April 1, 1916». Journal of Geophysical Research 22 (4): 183-189. Bibcode:1917TeMAE..22..183A. doi:10.1029/TE022i004p00183.
- Ault, J. P. (1919). «The cruise of the Carnegie for 1919–1921». Journal of Geophysical Research 24 (3): 132. Bibcode:1919TeMAE..24..132A. doi:10.1029/TE024i003p00132.
- Ault, J. P. (1920). «Preliminary results of ocean magnetic observations on the Carnegie from St. Helena to Cape Town and thence to Colombo, Ceylon, April to June, 1920». Journal of Geophysical Research 25 (3): 117-122. Bibcode:1920TeMAE..25..117A. doi:10.1029/TE025i003p00117.
- Ault, J. P. (1921). «Preliminary results of ocean magnetic observations on the Carnegie from Lyttelton to Tahiti, Fanning Island, San Francisco, and Honolulu, November, 1920, to April, 1921». Journal of Geophysical Research 26: 15-24. Bibcode:1921TeMAE..26...15A. doi:10.1029/TE026i001p00015.
- Ault, J. P.; Fisk, H. W. (1924). «Proposed magnetic and allied observations during the total solar eclipse of January 24, 1925». Journal of Geophysical Research 29 (4): 157-159. Bibcode:1924TeMAE..29..157A. doi:10.1029/TE029i004p00157.
- Ault, J. P. (July 1925). «Phases of work of the Carnegie Institution of Washington which concern the section of oceanography». Transactions, American Geophysical Union 6 (1): 75-77. Bibcode:1925TrAGU...6...75A. doi:10.1029/TR006i001p00075.
- Ault, J. P.; Mauchly, S. J.; Goddard, R. H. (September 1925). «Report on magnetic and electric observations by the Carnegie Institution of Washington in connection with the total solar eclipse of January 24, 1925». Journal of Geophysical Research 30 (3): 125-146. Bibcode:1925TeMAE..30..125A. doi:10.1029/TE030i003p00125.
- Ault, J. P. (1927). «Oceanogeaphic investigation's on the next cruise of the Carnegie». Transactions, American Geophysical Union 8 (1): 198-204. Bibcode:1927TrAGU...8..198A. doi:10.1029/TR008i001p00198.
- Fleming, J. A.; Ault, J. P. (1928). «Program of scientific work on cruise VII of the Carnegie, 1928–1931». Journal of Geophysical Research 33 (1): 1-10. Bibcode:1928TeMAE..33....1F. doi:10.1029/TE033i001p00001.
- Ault, J. P. (March 1929). «Notes on trip from Balboa, Canal Zone, to Easter Island, to Callao, Peru, October 25, 1928 to January 14, 1929». Journal of Geophysical Research 34 (1): 26-31. Bibcode:1929TeMAE..34...26A. doi:10.1029/TE034i001p00026.
- Ault, J. P. (March 1929). «Preliminary values of the annual changes of the magnetic elements in the North Atlantic Ocean, as determined from the Carnegie results, 1909–1928». Journal of Geophysical Research 34 (1): 31-34. Bibcode:1929TeMAE..34...31A. doi:10.1029/TE034i001p00031.
- Pritchett, Henry S.; Campbell, W. W.; Ault, J. P.; Adams, Walter S. (13 de septiembre de 1929). «The Second Celebration of the Twenty-Fifth Anniversary of Research in the Carnegie Institution of Washington». Science 70 (1811): 243-250. Bibcode:1929Sci....70..243.. PMID 17755120. doi:10.1126/science.70.1811.243.
- Ault, J. P.; Físk, H. W. (December 1929). «Preliminary values of the annual changes of the magnetic elements in the Caribbean Sea and the Pacific Ocean, as determined from the Carnegie results, 1909–1929, and from the Galilee results, 1905–1908». Journal of Geophysical Research 34 (4): 292-299. Bibcode:1929TeMAE..34..292A. doi:10.1029/TE034i004p00292.
- Ault, J. P. (1930). «Preliminary results of ocean magnetic observations on the Carnegie from Hawaii to Samoa, October to November, 1929». Journal of Geophysical Research 35 (1): 17-21. Bibcode:1930TeMAE..35...17A. doi:10.1029/TE035i001p00017.

### Libros
- Ault, James Percy; Mauchly, S. J. (1926). Ocean Magnetic and Electric Observations 1915-1921. Researches of the Department of Terrestrial Magnetism, Volume V. Carnegie Institution of Washington.